# Loiré
Loiré é uma comuna francesa na região administrativa da Pays de la Loire, no departamento de Maine-et-Loire. Estende-se por uma área de 33,73 km². Em 2010 a comuna tinha 891 habitantes (densidade: 26,4 hab./km²).